# 테오치히엔

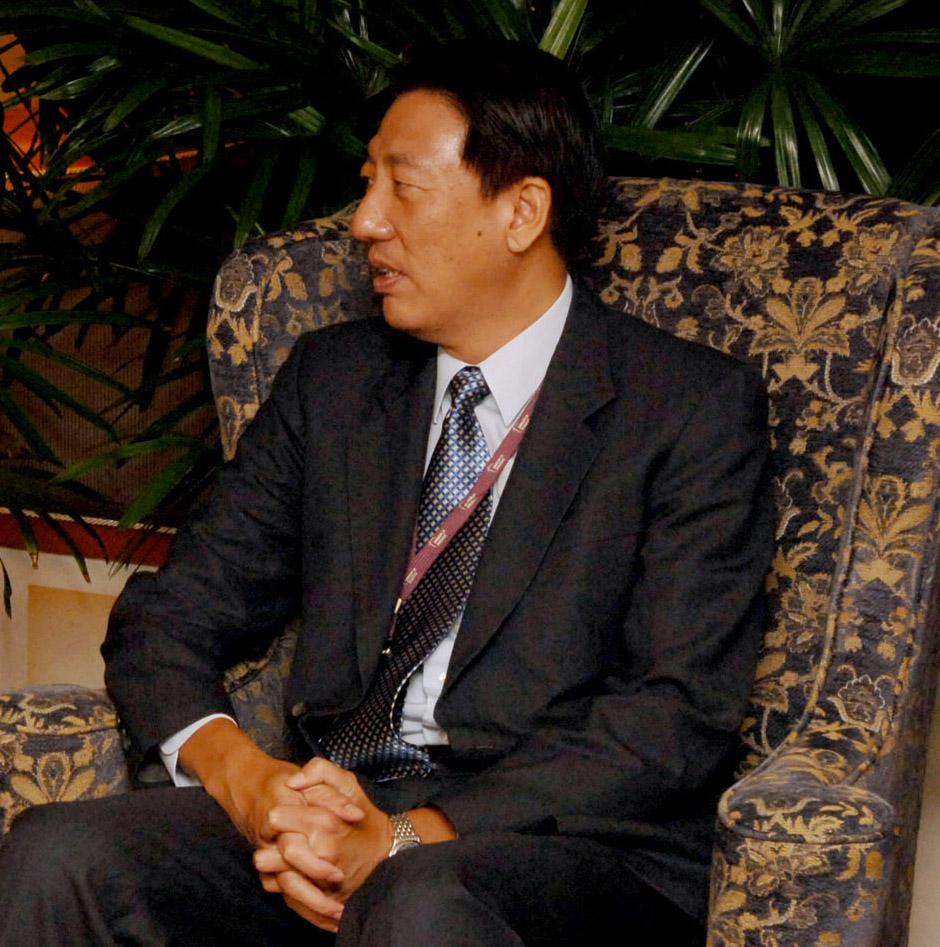
테오치히엔

테오치히엔(영어: Teo Chee Hean, 중국어: 张志贤, 타밀어: தியோ சீ ஹியென், 1954년 12월 27일 ~ )은 싱가포르의 정치인이다. 여당 인민행동당 소속으로, 2019년 5월 1일 선임장관으로 임명되었다. 2011년 5월 21일 이래 국가보안조정장관을 역임하고 있는 중이다. 그는 또한 총리실 산하의 전략 그룹들을 감독하고 있는데, 이 그룹들로는 스마트 국가와 디지털 정부 그룹, 국가보안조정사무국, 국가인구인재부 및 국가기후변화사무국이 있다.
과거에는 싱가포르군 해군 및 합동참모에서 통솔 및 참모 임명 등을 담당했으며, 1991년 해군참모총장을 거쳐 해군 소장으로 승진했다.
1992년 12월 싱가포르군을 떠나 정치 활동을 개시했으며, 마린 퍼레이드 집선거구 보궐선거에 출마해 국회의원으로 처음 당선되었다. 이후에는 파시르 리스·풍골 집선거구로 옮겨 출마해 5선의 기록을 갖고 있다.
2009년 4월 1일부터 2019년 4월 30일까지 부총리직을 지냈다. 내무부, 국방부, 교육부, 환경부 장관을 역임하기도 했으며, 이외에도 재무부, 통신부, 국방부에서 국무성장관을 지낸 바 있다.